# Ellenfeldstadion
Het Ellenfeldstadion is een multifunctioneel stadion in de Duitse stad Neunkirchen. Het stadion is sinds de opening op 14 juli 1912 de thuisbasis van Borussia Neunkirchen en de laatste jaren speelt Americanfootballclub Saarland Hurricanes haar thuiswedstrijden in het stadion. Het Ellenfeldstadion kent een capaciteit van 23.400 toeschouwers.

## Geschiedenis

### Borussia-Sportplatz
De gronden van de Ellenfeld vallei werden in 1911 door de Neunkircher Schloss-Brauerei in erfpacht aan Borussia Neunkirchen gegeven, waarbij de club het recht op eerste aankoop verwierf. De club noemde de gronden Borussia-Sportplatz en begon in oktober 1911 met de bouw van het eerste stadion. De bouw van het nieuwe stadion duurde 10 maanden en het sportterrein werd in juli 1912 opgeleverd. De openingswedstrijd vond echter enkele maanden eerder plaats. Op 7 april 1912 ontvangt Borussia Neunkirchen het voetbalelftal van het 6. Königlich-Sächsischen Infanterieregiments Nr. 105 uit Straatsburg. Borussia Neunkirchen wint deze wedstrijd met 6-3.

### Uitbreidingen Borussia-Sportplatz
In de jaren na de oplevering van het stadion nemen de sportieve prestaties van Borussia Neunkirchen, en daarmee de publieke belangstelling, een grote vlucht. Als MTK Boedapest, voor die tijd een van de grootste voetbalclubs op het Europese vasteland, tijdens haar Europese tournee Neunkirchen aandoet, is de publieke belangstelling dusdanig groot, dat het stadion de publieke toestroom niet aan kan. Mede hierdoor wordt in 1921 een nieuwe, houten, tribune gebouwd, die door een commerciële partij wordt uitgebaat en daarmee de toegangsgelden mag innen. Daarnaast worden de staanplaatsen verder uitgebreid, waardoor de capaciteit van het stadion naar 12.000 plaatsen groeit.
In 1928 treft een tribunebrand de houten tribune, die daarmee tot de grond toe afbrandt. De uitbater schenkt de uitgekeerde verzekeringsgelden aan Borussia Neunkirchen, en de club besluit een betonnen tribune te bouwen. De kosten zijn hoger dan de uitgekeerde verzekeringsgelden en de club raakt in financiële problemen. In de jaren 30 besluit een middenstander de schulden van Borussia Neunkirchen over te nemen, waardoor de club van faillissement gered is.

### Plannen voor een nieuw stadion
De Borussia-Sportplatz komt de Tweede Wereldoorlog redelijk ongeschonden door en de publieke belangstelling voor de club blijft bestaan. Borussia Neunkirchen speelt decennia lang onafgebroken op de hoogste niveaus en de club wil de definitieve sprong naar de top maken. De club ligt in 1948 de optie om de gronden te kopen van de Neunkircher Schloss-Brauerei en wordt daarmee eigenaar van de gronden. In 1952 presenteert de club, samen met architect Felix Schaan, plannen om een nieuw stadion te bouwen met de capaciteit van 25.000 tot 30.000 plaatsen. De plannen vallen tegelijkertijd met de prestigieuze bouw van het Ludwigsparkstadion in Saarbrücken. De regering van Saarland steunt de bouw van een nationaal stadion financieel en politiek, waardoor er weerstand tegen de verbouwplannen van Borussia Neunkirchen is. De club is gedwongen af te zien van de bouw van een nieuw stadion, maar de club en architect blijven lobbyen voor een nieuw stadion op de gronden van Ellenfeld.

### Ombouw tot Ellenfeldstadion
De lobby heeft uiteindelijk succes. In 1960 wordt de sporthal achter een van de doelen opgeleverd en enkele jaren later bereiken de club en Saarland overeenstemming over de bouw van een nieuw stadion. Hierbij wordt de kosten geraamd op 1,8 miljoen DM, waarbij Saarland 50% voor haar rekening neemt en Borussia Neunkirchen 400.000 DM betaalt. De overige gelden worden door het bedrijfsleven in het stadion geïnvesteerd. Het stadion krijgt de nieuwe naam Ellenfeldstadion en de capaciteit wordt verhoogd tot 30.000 plaatsen, waarbij rekening is gehouden met een verdere uitbreiding. De ruwe oplevering van het stadion valt samen met de promotie van Borussia Neunkirchen naar de Bundesliga, waar 25.000 mensen op af komen. Dat seizoen bezoeken gemiddeld 18.755 de thuiswedstrijden van Borussia Neunkirchen. Het stadion wordt gedurende dat seizoen definitief opgeleverd.

### Degradatie en terugval in de publieke belangstelling
De club blijft nog drie jaar op het hoogste niveau voetballen, maar degradeert nadien naar het tweede niveau. Daarin wordt het een subtopper, die regelmatig meestrijdt om promotie. In een van de promotiecompetities wordt het toeschouwersrecord van het stadion gevestigd. In 1971 speelt Borussia Neunkirchen tegen 1. FC Nürnberg. Het Ellenfeldstadion is met 31.000 toeschouwers uitverkocht.

### Sportief verval
Eind jaren 80 gaan diverse grote bedrijven in Neunkirchen failliet, waardoor de publieke belangstelling en sponsorgelden teruglopen. Als gevolg hiervan kent de club weinig financiële slagkracht en degradeert de club. Enkele jaren later maakt Borussia Neunkirchen de definitieve afdaling naar de lagere regionen van het Duitse amateurvoetbal en de club raakt in financiële problemen. De gemeenteraad van Neunkirchen besluit in 1990 het stadion en de gronden van de club terug te kopen, waarmee Borussia Neunkirchen van de ondergang gered is. Er wordt echter sporadisch in het onderhoud van het stadion geïnvesteerd, waardoor het stadion in een bouwvallige staat komt te verkeren. In 2002 worden diverse tribunes voor 500.000 Euro gerenoveerd. In 2003 betreden 23.400 toeschouwers het stadion om Borussia Neunkirchen tegen FC Bayern München te zien voetballen. In 2007 trekt de derby tussen Borussia Neunkirchen en FC Saarbrücken 10.000 mensen. In 2011 en 2012 zijn er plannen om het stadion grondig te saneren en tribunes eventueel te slopen, deze plannen zijn nooit uitgevoerd en het stadion staat daarmee nog in haar vorm zoals die in de jaren 60 is aangelegd.

## Interlands
Het Ellenfeldstadion werd in de jaren 60 gebouwd met de bedoeling interlands te spelen. Er is echter 1 vriendschappelijke interland in het stadion gespeeld.
| 1 | 1 mei 1955 | Saarland – Nederland (B-team) | 4 – 2 | Vriendschappelijk | 4.500 |